# 大蔵大根
大蔵大根（おおくらだいこん）は、東京都世田谷区近辺で多く栽培される大根の品種である。江戸東京野菜のひとつに数えられる白首のダイコンで、根の直径は10センチメートルほどで首まで太い。江戸時代に豊多摩郡（現在の杉並区付近）で栽培されていた「源内づまり」という品種の大根が世田谷の大蔵原（現在の世田谷区大蔵付近）に伝わって改良され、「大蔵大根」として1953年（昭和28年）に名称登録された。栽培しやすい青首大根の普及などに伴って一時は衰退したが、世田谷区内の農家が1997年（平成9年）から栽培に取り組み、世田谷区の地場野菜として復活を果たしている。

## 特徴
大蔵大根は根の長さが約50センチメートルから60センチメートルと青首大根に比べて長く、重さは4キログラムから5キログラムほどもあって青首大根の倍以上ある。色は艶のある純白色のため、青首系の大根とはすぐに区別ができ、首から尻までの太さがほぼ均一のため輪切りにしてもそろった形にできるため食材として無駄がなく、出来上がった料理の見栄えもよい。根の部分は水分が少なくて甘みが多いが、尻に向かうほど辛みが強くなる。葉の部分は柔らかいためサラダなどの生食や小松菜と同様におひたしや炒め物にも向き、根の部分は肉質が緻密なため煮崩れしにくく、おでんや煮物に最適である。

## 歴史
大蔵大根の原種は、練馬付近を原産とする「秋づまり」という品種とされる。「秋づまり」系の大根は根の形が円筒形を呈し、尻（根の先端）が丸く詰まって肉付きが良いことからこの名称がある。「秋づまり」は白首系の大根で早生種であり、煮食に適する品種でぬか漬けにも向いていた。この品種を江戸時代に西山（武蔵野台地）に属する豊多摩郡で農業を営んでいた「源内」という人物が晩生種として改良したものが「源内づまり」という品種となって大蔵原に伝わり、広く栽培された。その後大蔵の石井泰次郎が耐病性のある品種としてさらに改良し、1953年（昭和28年）に「大蔵大根」として名称登録した。
大蔵大根は昭和40年代までは、世田谷区内で広く栽培されていた。しかし、区内の農地の宅地化が進み、また都市部の社会では核家族化が進んだために大ぶりの大根の需要が減った。さらに、1974年に登場した病害に強くて小ぶりで栽培しやすく、片手で引き抜けるほどに収穫もしやすい青首大根の栽培普及に押されて、重くて引き抜くのに力がいる大蔵大根は次第に姿を消していった。1997年から世田谷ゆかりの伝統野菜を見直し、区内の農産物PRにも役立てようと、改良して栽培しやすくなった交配種（F1）をもとに世田谷区内の農業者たちが大蔵大根の復活に取り組み始めた。
大蔵大根はなかなか市場には流通しないが、11月中旬から12月中にかけて世田谷区内の直売所で販売される他に、学校給食でも地元の食材として使用されるなど認知度が高まり、直売所に出した分はすぐに完売するほど人気が出ているという。世田谷区深沢にある東京都立園芸高等学校では2010年7月に行われた江戸東京・伝統野菜研究会代表大竹道茂の講演を契機として、農業科の生徒たちが2011年4月に「江戸東京野菜プロジェクト」を立ち上げ、大蔵大根を始めとする江戸・東京の伝統野菜の復活と普及に取り組んでいる。
なお、従来からの大蔵大根の伝統を絶やさないための栽培が世田谷区内の瀬田地区や小金井市の農家で取り組まれ、園芸高等学校にも種子が配布されている。

## 栽培
根の半分ほど上が地上に出て、深く根をはらないダイコンの品種で、鬆（す）が入りにくいため、ダイコンとしては作りやすいといわれる。作型は、9月上旬に畑に直まきで播種して、11月から収穫する。アブラナ科のダイコンは連作障害が出るため、輪作年限は2 - 3年ほどとされる。
畑をよく耕して平畝をつくり、畝の中央にまき溝を切って、1カ所に5粒ずつ十字型に種をまく。種をまいたら軽く覆土し、鍬などで鎮圧する。発芽したら間引きを2回行って、最終的に1カ所あたり1本にする。1回目の間引きは、本葉が1，2枚のときに行い、葉の形がよいものを3本残すようにする。2回目の間引きは、本葉5、6枚のころに行い、葉が斜めに立たず、開き気味で、勢いが強くて緑色が濃い方を抜く。生長が思わしくなければ、畝の間に追肥を行い、中耕と土寄せを行う。収穫期は11月から12月ごろで、土から出た首の部分を見て、直径10センチメートルぐらいで収穫する。